# Odontodactylus
Genre
Odontodactylus est un genre de crustacés de l'ordre des stomatopodes (« crevettes-mantes »).

## Liste des espèces
Selon World Register of Marine Species (14 mars 2014) :
- Odontodactylus brevirostris (Miers, 1884)
- Odontodactylus cultrifer (White, 1850)
- Odontodactylus hansenii (Pocock, 1893)
- Odontodactylus havanensis (Bigelow, 1893)
- Odontodactylus hawaiiensis Manning, 1967
- Odontodactylus japonicus (de Haan, 1844)
- Odontodactylus latirostris Borradaile, 1907
- Odontodactylus scyllarus (Linnaeus, 1758)

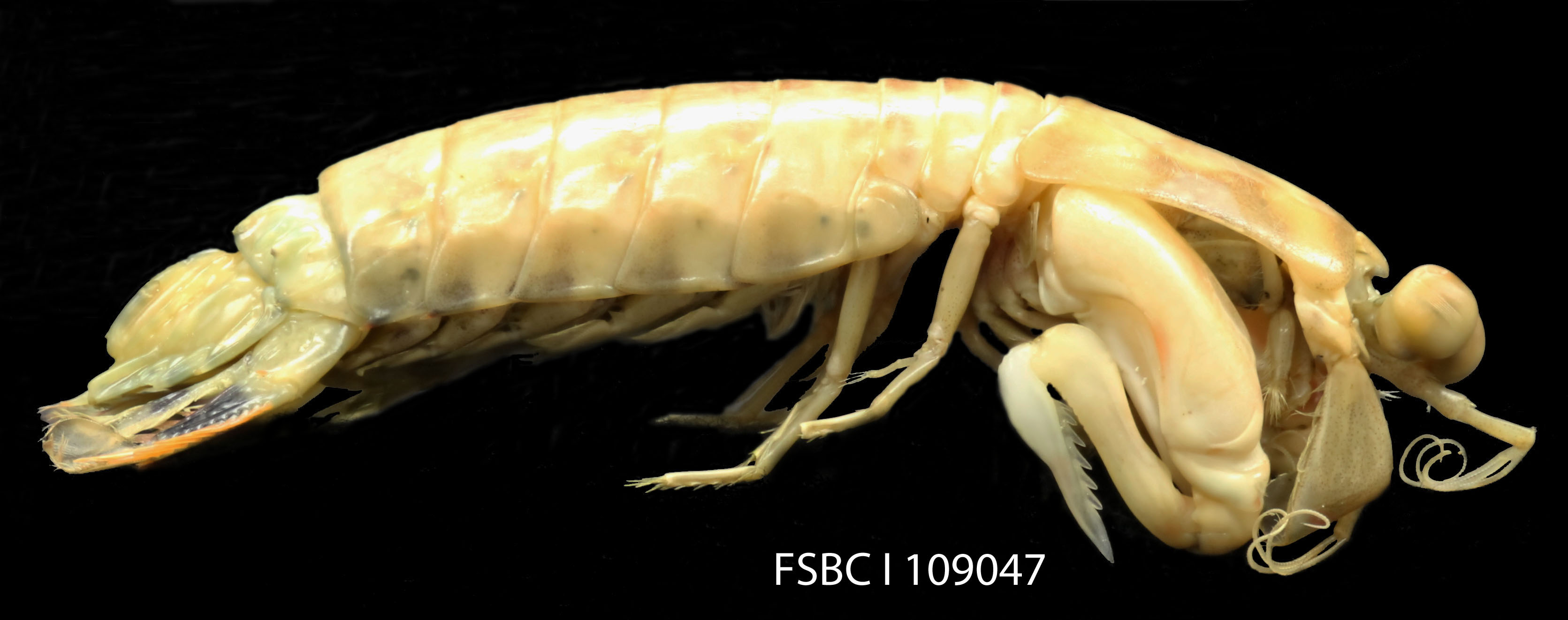
Odontodactylus brevirostris.
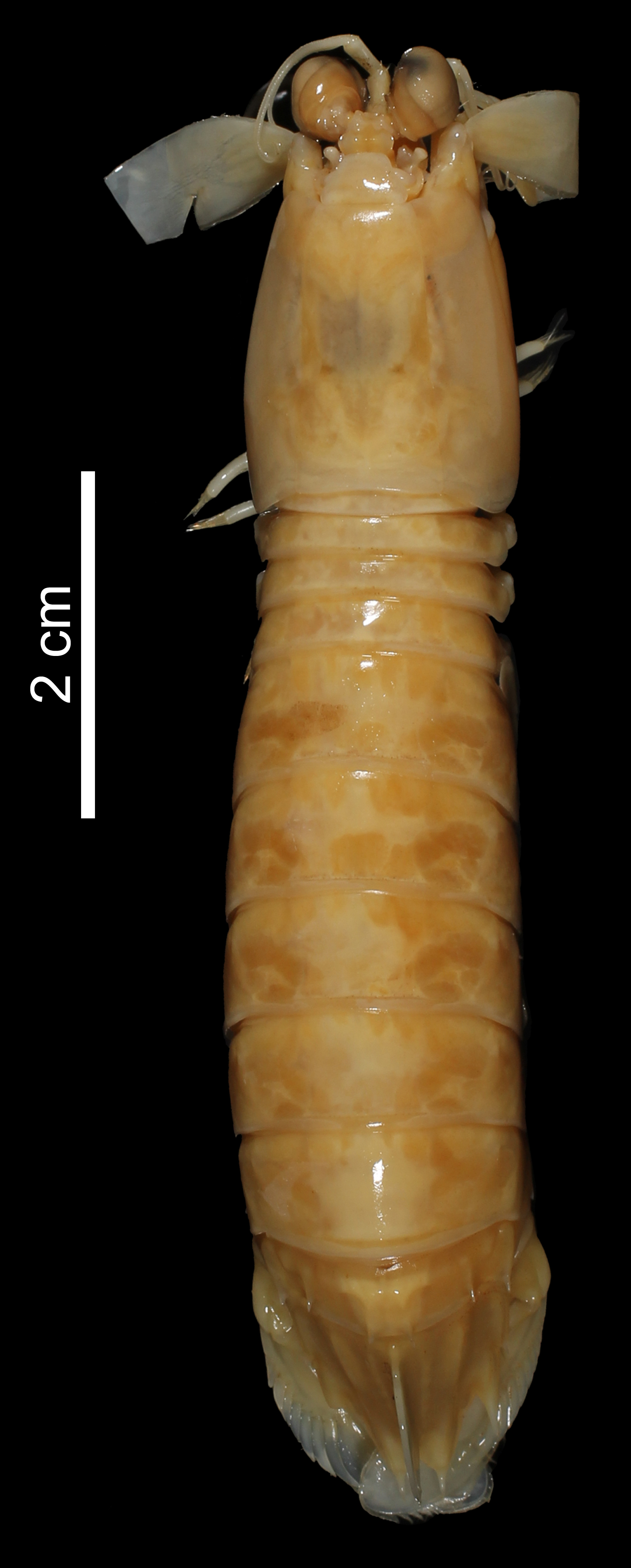
Odontodactylus cultrifer.
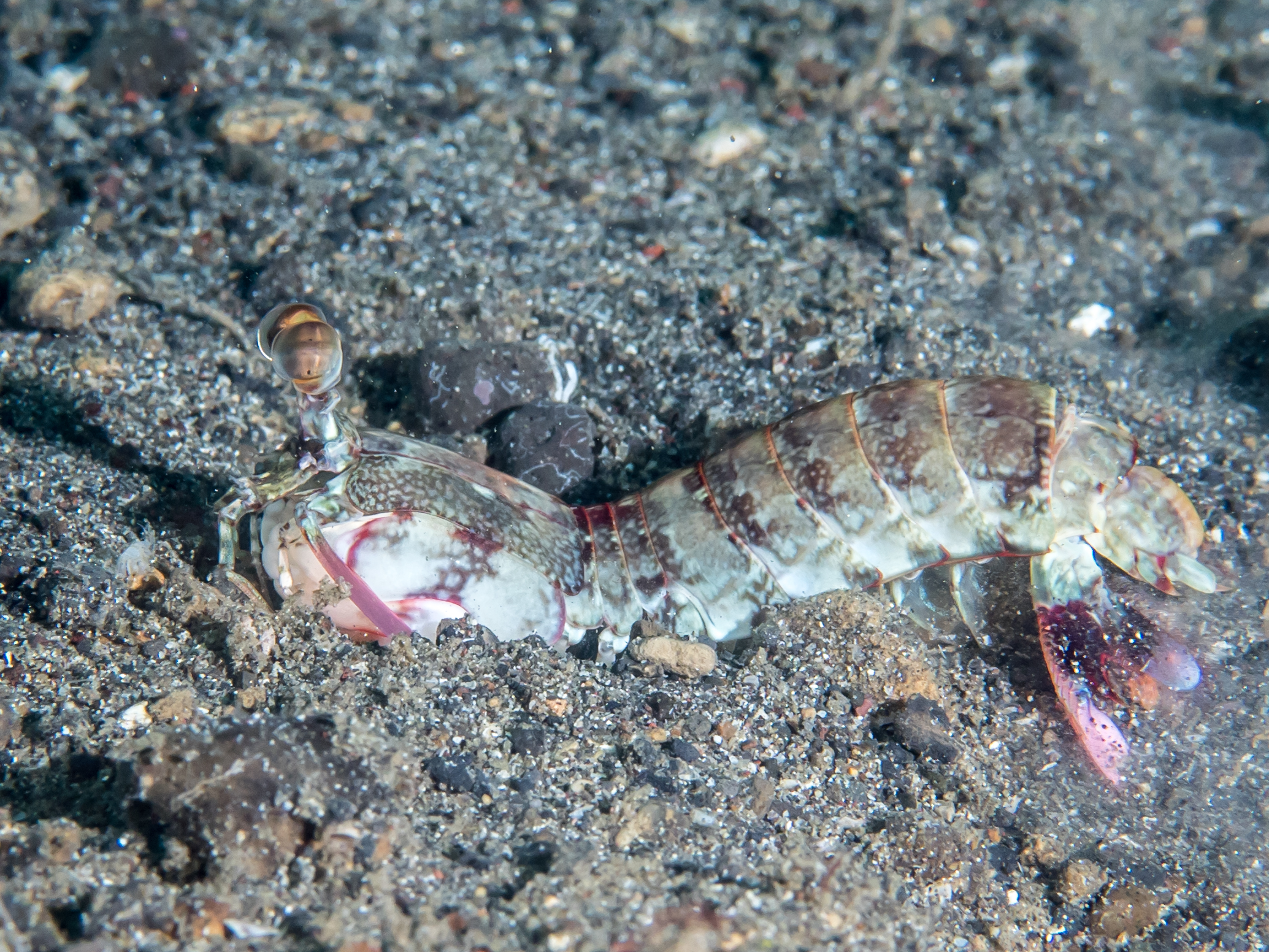
Odontodactylus latirostris.
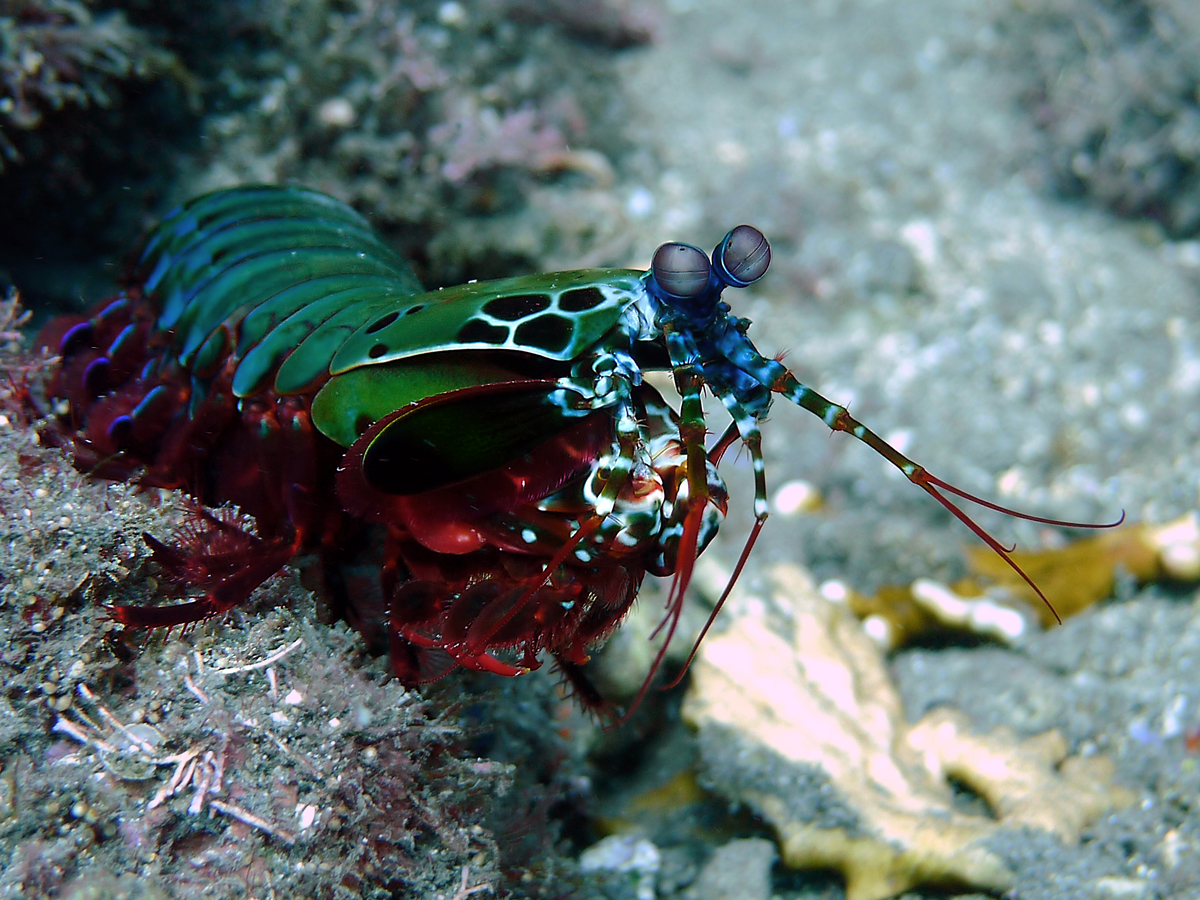
Odontodactylus scyllarus.